# Hémoglobine A2
Cet article court présente un sujet plus développé dans : Hémoglobine.
L'hémoglobine A2, couramment symbolisée par HbA2, est une variante de l'hémoglobine formée de deux sous-unités α et deux sous-unités δ, de sorte que sa formule s'écrit α2δ2. Elle représente entre 1,5 et 3,1 % de l'hémoglobine totale d'un homme adulte en bonne santé ; cette proportion augmente chez les patients atteints de thalassémie β ou de drépanocytose.